# Olidiana recurvata
Olidiana recurvata är en insektsart som beskrevs av Nielson 1998. Olidiana recurvata ingår i släktet Olidiana och familjen dvärgstritar. Inga underarter finns listade i Catalogue of Life.